# Asclepias shabaensis
Asclepias shabaensis är en oleanderväxtart som först beskrevs av Goyder, och fick sitt nu gällande namn av Goyder. Asclepias shabaensis ingår i släktet sidenörter, och familjen oleanderväxter. Inga underarter finns listade i Catalogue of Life.